# Grande Prêmio da Argentina de 2019 (MotoGP)
O Grande Prêmio da MotoGP da Argentina de 2019 ocorreu em 31 de março.

## Resultados

### Classificação MotoGP
| Pos | Piloto            | Equipe                       | Moto    | Tempo     | Pontos |
| --- | ----------------- | ---------------------------- | ------- | --------- | ------ |
| 1   | Marc Marquez      | Repsol Honda Team            | Honda   | 41'43.688 | 25     |
| 2   | Valentino Rossi   | Monster Energy Yamaha MotoGP | Yamaha  | +9.816    | 20     |
| 3   | Andrea Dovizioso  | Mission Winnow Ducati        | Ducati  | +10.530   | 16     |
| 4   | Jack Miller       | Pramac Racing                | Ducati  | +12.140   | 13     |
| 5   | Alex Rins         | Team SUZUKI ECSTAR           | Suzuki  | +12.563   | 11     |
| 6   | Danilo Petrucci   | Mission Winnow Ducati        | Ducati  | +13.750   | 10     |
| 7   | Takaaki Nakagami  | LCR Honda IDEMITSU           | Honda   | +18.160   | 9      |
| 8   | Fabio Quartararo  | Petronas Yamaha SRT          | Yamaha  | +20.403   | 8      |
| 9   | Aleix Espargaro   | Aprilia Racing Team Gresini  | Aprilia | +25.292   | 7      |
| 10  | Pol Espargaro     | Red Bull KTM Factory Racing  | KTM     | +25.679   | 6      |
| 11  | Miguel Oliveira   | Red Bull KTM Tech 3          | KTM     | +25.855   | 5      |
| 12  | Jorge Lorenzo     | Repsol Honda Team            | Honda   | +27.497   | 4      |
| 13  | Cal Crutchlow     | LCR Honda CASTROL            | Honda   | +31.398   | 3      |
| 14  | Francesco Bagnaia | Pramac Racing                | Ducati  | +32.893   | 2      |
| 15  | Johann Zarco      | Red Bull KTM Factory Racing  | KTM     | +33.372   | 1      |
| 16  | Hafizh Syahrin    | Red Bull KTM Tech 3          | KTM     | +35.545   | 0      |
| 17  | Andrea Iannone    | Aprilia Racing Team Gresini  | Aprilia | +38.238   | 0      |

### Classificação Moto2
| Pos | Piloto              | Equipe                       | Moto      | Tempo     | Pontos |
| --- | ------------------- | ---------------------------- | --------- | --------- | ------ |
| 1   | Lorenzo Baldassarri | Flexbox HP 40                | Kalex     | 39'46.000 | 25     |
| 2   | Remy Gardner        | ONEXOX TKKR SAG Team         | Kalex     | +1.244    | 20     |
| 3   | Alex Marquez        | EG 0,0 Marc VDS              | Kalex     | +1.817    | 16     |
| 4   | Iker Lecuona        | American Racing KTM          | KTM       | +2.704    | 13     |
| 5   | Marcel Schrotter    | Dynavolt Intact GP           | Kalex     | +4.839    | 11     |
| 6   | Brad Binder         | Red Bull KTM Ajo             | KTM       | +4.707    | 10     |
| 7   | Luca Marini         | SKY Racing Team VR46         | Kalex     | +4.986    | 9      |
| 8   | Jorge Navarro       | Beta Tools Speed Up          | Speed Up  | +7.459    | 8      |
| 9   | Enea Bastianini     | Italtrans Racing Team        | Kalex     | +8.724    | 7      |
| 10  | Somkiat Chantra     | IDEMITSU Honda Team Asia     | Kalex     | +14.506   | 6      |
| 11  | Andrea Locatelli    | Italtrans Racing Team        | Kalex     | +16.145   | 5      |
| 12  | Tetsuta Nagashima   | ONEXOX TKKR SAG Team         | Kalex     | +16.450   | 4      |
| 13  | Khairul Idham Pawi  | Petronas Sprinta Racing      | Kalex     | +16.613   | 3      |
| 14  | Bo Bendsneyder      | NTS RW Racing GP             | NTS       | +23.007   | 2      |
| 15  | Jesko Raffin        | NTS RW Racing GP             | NTS       | +24.736   | 1      |
| 16  | Marco Bezzecchi     | Red Bull KTM Tech 3          | KTM       | +25.381   | 0      |
| 17  | Jake Dixon          | Sama Qatar Angel Nieto Team  | KTM       | +41.684   | 0      |
| 18  | Lukas Tulovic       | Kiefer Racing                | KTM       | +45.545   | 0      |
| 19  | Philipp Oettl       | Red Bull KTM Tech 3          | KTM       | +45.811   | 0      |
| 20  | Dominique Aegerter  | MV Agusta Idealavoro Forward | MV Agusta | +56.934   | 0      |
| 21  | Xavi Cardelus       | Sama Qatar Angel Nieto Team  | KTM       | +1'07.765 | 0      |
| 22  | Joe Roberts         | American Racing KTM          | KTM       | +1'18.707 | 0      |
| 23  | Dimas Ekky Pratama  | IDEMITSU Honda Team Asia     | Kalex     | 4 voltas  | 0      |

### Classificação Moto3
| Pos | Piloto              | Equipe                      | Moto  | Tempo     | Pontos |
| --- | ------------------- | --------------------------- | ----- | --------- | ------ |
| 1   | Jaume Masia         | Bester Capital Dubai        | KTM   | 38'54.562 | 25     |
| 2   | Darryn Binder       | CIP Green Power             | KTM   | +0.108    | 20     |
| 3   | Tony Arbolino       | VNE Snipers                 | Honda | +0.295    | 16     |
| 4   | Niccolò Antonelli   | SIC58 Squadra Corse         | Honda | +0.386    | 13     |
| 5   | Ayumu Sasaki        | Petronas Sprinta Racing     | Honda | +0.519    | 11     |
| 6   | Gabriel Rodrigo     | Kömmerling Gresini Moto3    | Honda | +0.550    | 10     |
| 7   | Lorenzo Dalla Porta | Leopard Racing              | Honda | +0.588    | 9      |
| 8   | Dennis Foggia       | SKY Racing Team VR46        | KTM   | +0.671    | 8      |
| 9   | Marcos Ramirez      | Leopard Racing              | Honda | +0.792    | 7      |
| 10  | Kaito Toba          | Honda Team Asia             | Honda | +1.280    | 6      |
| 11  | Andrea Migno        | Bester Capital Dubai        | KTM   | +1.629    | 5      |
| 12  | Aron Canet          | Sterilgarda Max Racing Team | KTM   | +1.775    | 4      |
| 13  | Tatsuki Suzuki      | SIC58 Squadra Corse         | Honda | +1.836    | 3      |
| 14  | Celestino Vietti    | SKY Racing Team VR46        | KTM   | +1.978    | 2      |
| 15  | Raul Fernandez      | Sama Qatar Angel Nieto Team | KTM   | +2.092    | 1      |
| 16  | Romano Fenati       | VNE Snipers                 | Honda | +2.273    | 0      |
| 17  | Ai Ogura            | Honda Team Asia             | Honda | +2.350    | 0      |
| 18  | Tom Booth-amos      | CIP Green Power             | KTM   | +9.798    | 0      |
| 19  | Aleix Viu           | Sama Qatar Angel Nieto Team | KTM   | +9.904    | 0      |
| 20  | Makar Yurchenko     | BOE Skull Rider Mugen Race  | KTM   | +10.136   | 0      |
| 21  | John Mcphee         | Petronas Sprinta Racing     | Honda | +26.464   | 0      |
| 22  | Riccardo Rossi      | Kömmerling Gresini Moto3    | Honda | +27.044   | 0      |
| 23  | Kazuki Masaki       | BOE Skull Rider Mugen Race  | KTM   | +39.985   | 0      |
| 24  | Jakub Kornfeil      | Redox PruestelGP            | KTM   | +40.177   | 0      |
| 25  | Filip Salac         | Redox PruestelGP            | KTM   | +58.474   | 0      |
| 26  | Can Oncu            | Red Bull KTM Ajo            | KTM   | 1 volta   | 0      |